# Open GDF SUEZ de Bretagne 2013
L'Open GDF SUEZ de Bretagne 2013 è stato un torneo di tennis facente parte della categoria ITF Women's Circuit nell'ambito dell'ITF Women's Circuit 2013. Il torneo si è giocato a Saint-Malo in Francia dal 16 al 22 settembre 2013 su campi in terra rossa e aveva un montepremi di $25,000.

## Vincitrici

### Singolare
Teliana Pereira ha battuto in finale  Pauline Parmentier con il punteggio di 6–2, 6–1.

### Doppio
Elica Kostova /  Florencia Molinero hanno battuto in finale  Kathinka von Deichmann /  Nina Zander 6–2, 6–4.